# Nicolas-Henri Jardin
Nicolas-Henri Jardin (født 22. marts 1720 i Saint-Germain-des-Noyers i Frankrig, død 31. august 1799 i Paris) var en fransk arkitekt, der var hofarkitekt i Danmark og Frankrig. Han introducerede klassicismen i Danmark.
Han lod herregården Glorup ombygge ved sin elev Christian Joseph Zuber. Den er med i Kulturkanonen.

## Ungdom i Paris og Rom
Ifølge Jardin begyndte han arkitekturstudier som tiårig. Han studerede ved Académie française (Académie Royale d'Architecture) i Paris før 1738. Han studerede under A.C. Mollet og vandt 1741 Prix de Rome for et projekt til et kor/apsis i en katedral. Han boede fra 1744 i Rom, hvor klassicismen var under udvikling. Her studerede han ved Det Franske Akademi i Rom 1744-1748 understøttet af Akademiet. Han studerede matematik og geometri hos jesuiterpræsten Ruggero Joseph Boscovich og muligvis grafik hos den berømmede tegner Giuseppe Vasi. I Italien blev han ven med billedhuggeren Jacques-François-Joseph Saly, og de blev betagede af Giovanni Battista Piranesis kobberstikserier, der i de år satte dramatisk fokus på Roms ruiner.
Tilbage i Paris var han tegner hos Michel Tannevot 1753-1754.

## Invitation til Danmark
Saly blev kaldt til Danmark i 1752, og efter Nicolai Eigtveds død i 1754 foreslog han kong Frederik 5. at invitere vennen Jardin til at overtage stillingen som arkitekt for Frederiks Kirke (Marmorkirken). Kongens toneangivende rådgivere, J.H.E. Bernstorff og A.G. Moltke, var franskorienterede og har muligvis støttet sagen. En kontrakt blev indgået med Jardin og hans bror, Louis-Henri Jardin, der også var arkitekt, den 12. oktober 1754. Aftalen gav en betydelig årlig indkomst til de to arkitektbrødre, der blev medlemmer af Kunstakademiet 15. januar 1755. Jardin blev professor i arkitektur og broderen i perspektiv. Louis-Henri døde allerede 1759 af børnekopper.
Sammen med Saly var han med til at føre Akademiet op på et højt fagligt stade. Sin nok største betydning fik han gennem sine elever på Kunstakademiet i København, der kom til at definere den danske klassicisme: C.F. Harsdorff, Georg Erdman Rosenberg, Christian Joseph Zuber og Hans Næss.
I de næste 15 år prægede Jardin alle betydende nybyggerier. Han var blandt de mange arkitekter, der leverede udkast til Marmorkirken (Frederikskirken), det centrale monument i Frederiksstaden, hvis opførelse han overtog ledelsen af 1. april 1756. Planerne for kirken var særdeles innovative og foregreb elementer af "revolutionsarkitekturen" ved Claude-Nicolas Ledoux og Étienne-Louis Boullée. Planerne blev afvist på grund af de eksorbitante udgifter, og Jardin leverede et mere beskedent udkast.
Efter Laurids de Thurahs død blev Jardin 1760 hofbygmester med ansvar for de kongelige slotte; herunder Fredensborg Slot, som han ombyggede i 1756. Posten bestred Jardin til 1770.
Allerede 1756 havde Jardin udført det første danske interiør i louis seize-stil, nemlig spisesalen i Moltkes Palæ (det senere Christian VII's Palæ på Amalienborg). Han fuldførte også riddersalen med pietet over for Eigtveds rokokostil.
Inden 1760 var han blevet æresmedlem af akademierne i Firenze og Bologna, og i 1762 blev han korresponderende medlem af Académie Française. Samme år og året efter opholdt han sig i Frankrig. I 1769 blev han æresmedlem af akademiet i Marseille og modtog den franske Sankt Michaels Orden. 1768-69 rejste han sammen med Johannes Wiedewelt i Frankrig, England og Nederlandene.
Jardin var blevet optaget i en frimurerloge i Rom og blev efter et møde i den københavnske frimurerloge St. Martin optaget i denne.

## Struensee-tiden og afsked med Danmark
I 1765 publicerede han et kobberstukket værk af Frederiks Kirke: Plans, coupés et elevations de l'église royale de Frédéric V. Den ustabile periode under Christian 7., der var blevet konge i 1766, fik imidlertid afgørende betydning for Jardins karriere. I 1770 blev det anslået, at det ville tage 27 år at fuldføre Frederiks Kirke, hvis byggeriet fortsatte i samme tempo. Interiøret ville tage yderligere 50 år. Spareiveren hos landets reelle hersker, Johann Friedrich Struensee, ramte derfor Jardin. Struensee løste ved kongelig resolution af 9. november 1770 Jardin fra sine forpligtelser og solgte stilladser m.m. på kirkens byggeplads på offentlig auktion.
C.F. Harsdorff leverede et nyt forslag til kirken i 1795, men der kom først gang i byggeriet i 1874, da C.F. Tietgen finansierede arkitekt Ferdinand Meldahls reducerede projekt.
Struensees fald første til en generel udrensning af udlændinge i dansk tjeneste. Det gik ud over Jardin, der tog sin afsked 26. marts 1771, og billedhuggeren Saly, der tog sin afsked tre måneder senere. De vendte tilbage til Frankrig. 23. december samme år blev Jardin medlem af det franske akademi, og 10. marts 1792 blev han medlem af første klasse af akademiet. 11. maj 1778 blev han udnævnt til hofarkitekt for kong Ludvig 16. af Frankrig
Under rædselsregimet under den franske revolution (1793-94) trak han sig tilbage til sin hjemby. Han døde i Paris 1799.
Der findes et portrætmaleri af Jean Barbault, der gengiver Jardin som ambassadør af Persien, nu i Musée départemental de l'Oise i Beauvais, udført til maskaraden 1748. I Danmark findes et portræt af Jardin udført 1764 af Peder Als (Det Kongelige Danske Kunstakademi, Charlottenborg).

## Værker
- Konduktør på bl.a. et landhus i nærheden af Dammartin, Frankrig, muligvis Château de Dammartin-en-Goële, Seine-et-Marne (senest 1754)
- 4 projekter til Frederikskirken, København (1755-56, kirken påbegyndt af Nicolai Eigtved 1749)
- Opførelsen af samme indtil byggeriets standsning (1756-70)
- Tegning til model af samme (1756, arbejdet udført af bl.a. C.F. Lehman 1758-60, forsvundet)
- Interiørarbejder i A.G. Moltkes, nu Christian VIIs Palæ, Amalienborg (modernisering af riddersal (1756-59) og indretning af spisesal (1757), fredet)
- Ombygning og indretning af Lundehave, nu Marienlyst Slot, ved Helsingør (1758-62, det indre først færdigt 1764, fredet)
- Haveanlæg med bl.a. treillagelysthus ved Marienlyst (nu nedrevet)
- Landstedet Bernstorff Slot, Gentofte, for J.H.E. Bernstorff (1759-65, fredet)
- Bernstorffsparken sammesteds (færdig 1768, sammen med Joachim Wasserschlebe)
- Omlægning af Fredensborg Slotshave, Fredensborg (1759-66, sammen med Johannes Wiedewelt, bl.a. anlæggelse af kæmpealleen og af marmorhaven og opførelse af treillagelysthus (nedrevet)
- Ombygning af eremitagepavillonerne (1765-66, fredet)
- Volière i hjørnet af haven bag A.G. Moltkes Palæ på Amalienborg (formentlig 1761, fredet)
- Ombygning og nyindretning af A.G. Moltkes lejlighed i marskalhuset, Fredensborg Slot (1761-62 og 1763-64, fredet)
- Interiørarbejder på det første Christiansborg Slot (1761-67): Især indretning af riddersalen (1765-66, nedbrændt 1794) og af Hofteatret (1766-67, ombygget 1842, nu Teatermuseet, fredet)
- Interiørarbejder på Bregentved og omlægningsarbejder, bl.a. en kaskade i haven, for A.G. Moltke (1762-64)
- Ombygning af Moltkes fynske herresæde Glorup og omlægning af haven (1763-65, arbejdet ledet af Christian Joseph Zuber)
- Modernisering af Otto Thotts Palæ, nu Frankrigs ambassade, Kongens Nytorv 4 (ca. 1763)
- Søsætningspavillon ved spantehuset på Nyholm (1763-64, nedrevet 1875)
- Sølvgades Kaserne, nu domicil for DSB, Sølvgade/Øster Voldgade (1763-71, arbejdet ledet af Christian Carl Pflueg, fredet)
- Det Gule Palæ, nu Hofmarskallatet, Amaliegade 18, for H.F. Bargum (1764-67, fredet)
- Kong Frederik 5.s castrum doloris (1766)
- Støtte til minde om C.G. Stolberg, Hørsholm (1766, fornyet 1895)
- Almindeligt Hospital, Amaliegade (1766-69, arbejdet ledet af Johan Christian Conradi, nedrevet 1895)
- Transportabelt teater til kong Christian 7. (1767, nu forsvundet)
- Omlægning af haven ved Bernstorffs herresæde Wotersen i Lauenburg (1771)
- Hospital i Lagny, Frankrig (1776-86, nedrevet)
- Projekt til modernisering af rådhuset i Cambrai, Frankrig (1786-91, sammen med J.-D. Antoine)
- Landsted med have ved Ivry, Val-de-Marne, for Mme. Vielland (før 1792)
- Desuden en række møbler, især spejle med topdekorationer, skænke, konsoller og stole med løse ovale rygfyldninger.

### Tilskrivninger
- H.-A.-M. de Verrayons hus, Lille Strandstræde 6, København (1769, fredet)
- Herresædet Heiligenstätten, Holstein (efter 1769, fuldstændig ombygget 1851-53)

### Projekter
- Ombygning af Fredensborg Slot og af partier af haven og volière (mellem 1759 og 1766)
- Nyanlæg af Frederiks Kirkeplads og af Sankt Annæ Plads (o. 1769)
- Ombygning af herresædet Løvenborg (1771)